# Ialoveni
Ialoveni (ryska: Яловены, Кутузов) är en distriktshuvudort i Moldavien. Den ligger i distriktet Laloveni, i den centrala delen av landet norr om floden Ișnovăț. Ialoveni ligger 97 meter över havet och antalet invånare är 14 915.
Terrängen runt Ialoveni är platt. Trakten runt Ialoveni består till största delen av jordbruksmark.